# Knut Kroon

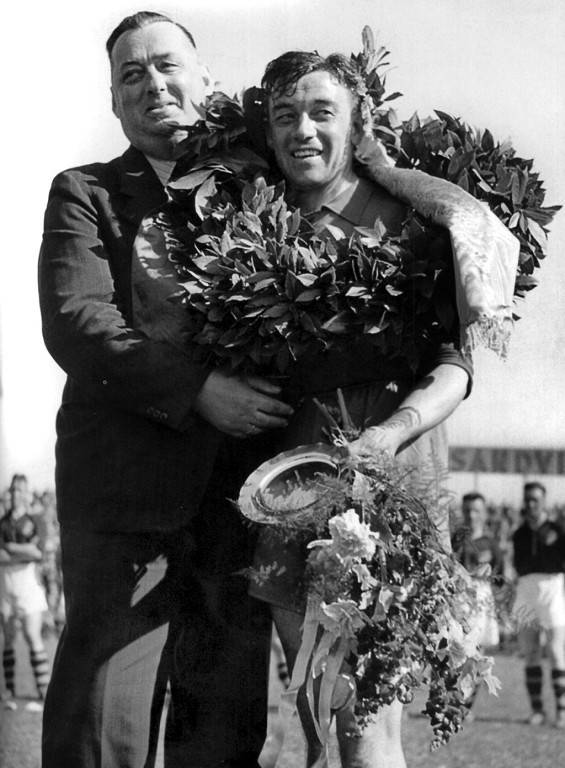
Knut Kroon

Knut Kroon (* 19. Juni 1906 in Helsingborg; † 27. Februar 1975) war ein schwedischer Fußballspieler.

## Werdegang
Kroon begann seine Karriere bei Stattena IF und wechselte 1925 zu Helsingborgs IF in der Allsvenskan. Bis 1942 gelangen ihm bei 518 Einsätzen 140 Erstligatore. Damit steht er derzeit an zehnter Stelle der ewigen Rekordschützenliste der Liga. Fünfmal gewann er mit Helsingborgs IF die schwedische Meisterschaft.
Kroon war schwedischer Nationalspieler. Für die Landesauswahl bestritt er zwischen 1925 und 1934 35 Länderspiele. Er nahm an der Weltmeisterschaft 1934 teil, absolvierte dabei zwei Spiele und konnte beim 3:2-Erfolg gegen Argentinien ein Tor erzielen.